# Lasiochilus comitalis
Lasiochilus comitalis är en insektsart som beskrevs av Drake och Harris 1926. Lasiochilus comitalis ingår i släktet Lasiochilus och familjen näbbskinnbaggar. Inga underarter finns listade i Catalogue of Life.